# Puccinia phalaridis
Puccinia phalaridis ist eine Ständerpilzart aus der Ordnung der Rostpilze (Pucciniales). Der Pilz ist ein Endoparasit von Aronstäben und Glanzgräsern. Symptome des Befalls durch die Art sind gelbe Rostflecken und Pusteln auf den Blattoberflächen der Wirtspflanzen. Das Verbreitungsgebiet umfasst West- und Mitteleuropa.

## Merkmale
Puccinia phalaridis ist mit bloßem Auge nur anhand der auf der Oberfläche des Wirtes hervortretenden Sporenlager zu erkennen. Sie wachsen in Nestern, die als gelbliche bis braune oder schwärzliche Flecken und Pusteln auf den Blattoberflächen erscheinen.
Das Myzel von Puccinia phalaridis wächst wie bei allen Puccinia-Arten interzellulär und bildet Saugfäden, die in das Speichergewebe des Wirtes wachsen. Ihre Pyknien sind gelblich. Die Aecien der Art wachsen in rundlichen Gruppen und bilden helle Flecken. Sie besitzen kugelige bis ovale Aecidiosporen von 20–26 × 16–22 µm, die farblos und warzig sind. Die Uredien sind klein, rundlich oder länglich und rostfarben. Ihre Uredosporen sind rundlich bis eiförmig, 19–27 × 18–26 µm groß, gelblich bis bräunlich und warzig. Die Telien der Art sind punkt- oder strichförmig und schwarz. Die Teleutosporen sind zweizellig, kurz keulenförmig und 33–54 × 16–20 µm groß. Sie sind blassbraun, ihre Stiele sind sehr kurz.

## Verbreitung
Puccinia phalaridis besitzt ein Verbreitungsgebiet, das sich über Mittel- und Westeuropa erstreckt.

## Ökologie
Die Wirtspflanzen von Puccinia phalaridis sind als Haplont Aronstäbe (Arum spp.) sowie Rohrglanzgras (Phalaris arundinacea) für den Dikaryonten. Der Pilz ernährt sich von den im Speichergewebe der Pflanzen vorhandenen Nährstoffen, seine Sporenlager brechen später durch die Blattoberfläche und setzen Sporen frei. Die Art verfügt über einen Entwicklungszyklus mit Pyknien, Uredien, Telien und Aecidien.